# Oude-jongen
Een oude-jongen was een jeugdige zeevisser die uitvoer ter beugvisserij. Hij had aan boord van een 'beuger' reeds enkele jaren meegedraaid in deze vorm van visserij. Onder hem bevonden zich qua rang de omtoor, de inbakker en de speeljongen die de laagste was in rang. Als 16- of 17-jarige had de oude-jongen nog niet de rang van matroos bereikt. Na een tweetal jaren zou het echter zover zijn dat hij de overstap zou kunnen maken naar een plek onder de reguliere beugvissers die reeds de rang van matroos bekleedden. De oude-jongen zou qua plaats in de ranglijst van bemanningsleden kunnen worden vergeleken met een oudste die werd aangetroffen onder de vissers die de vleetvisserij beoefenden. De bemanning van een 'beuger' telde 12 koppen. 

## Statische visserij
De beugvisserij behoorde tot de zogeheten hoekwantvisserij. Deze laatstgenoemde visserij was, in algemene zin beschouwd, een vorm van statische visserij. Hierbij was het vistuig gedurende de visserij niet in beweging. Dit gold niet voor het vissersvaartuig dat na het uitzetten van het vistuig, de zogeheten beug, terug moest naar het beginpunt waar het eerste joon was uitgezet. Daar werd vervolgens begonnen de beug scheep te halen.

## Meerdere vormen
De beugvisserij werd als zeevisserij in haar algemeenheid in verschillende vormen uitgeoefend, met name door dicht bij de Noordzee gelegen steden en dorpen aan de toenmalige Maas — de latere Waterweg —, door verschillende Vlaamse kustdorpen, door Zeeuwse vissersplaatsen, maar ook door de Hollandse dorpen van De Zijde. Toonaangevend echter bij de beugvisserij was met name Vlaardingen. De genoemde visserij was voornamelijk gericht op de vangst van schelvis en kabeljauw.

## Werkzaamheden
De oude-jongen was het vast aangewezen bemanningslid om de jonen, de drijvers, buiten boord te zetten wanneer de beug in zee ging. Hij was tevens de stuurmansmaat behulpzaam bij het bergen van de gevangen vis. Verder was hij verantwoordelijk voor het schoonhouden van het dek en de ruimen. Daarbij werd hij door enkele lager in rang geplaatste jongeren geassisteerd. Verzuimen van deze jongeren werden echter de oude-jongen aangerekend.